# Charlotte Ramel
Charlotte Ramel (ur. 1959) – szwedzka ilustratorka.
W Polsce książki z jej ilustracjami publikuje Wydawnictwo Zakamarki.
| L.p. | Tytuł polski                                   | Tytuł oryginalny                     | Autor           | Tłumaczenie       | Rok pierwszego wydania w Szwecji | Rok pierwszego wydania w Polsce |
| ---- | ---------------------------------------------- | ------------------------------------ | --------------- | ----------------- | -------------------------------- | ------------------------------- |
| 1    | Cynamon i Trusia. Wierszyki od stóp do głów    | Kanel och Kanin. Dikter om kroppen   | Ulf Stark       | Agnieszka Stróżyk | 2006                             | 2009                            |
| 2    | Cynamon i Trusia. Wierszyki na okrągły rok     | Kanel och Kanin letar efter sommaren | Ulf Stark       | Agnieszka Stróżyk | 2008                             | 2010                            |
| 3    | Cynamon i Trusia. Wierszyki o złości i radości | Kanel och Kanin och alla känslorna   | Ulf Stark       | Agnieszka Stróżyk | 2012                             | 2013                            |
| 4    | Auto robi brum                                 | Bilen säger brum                     | Lotta Olsson    | Agnieszka Stróżyk | 2012                             | 2017                            |
| 5    | Sweter włóż i już                              | Alla kläder på                       | Lotta Olsson    | Agnieszka Stróżyk | 2012                             | 2017                            |
| 6    | Mały, mały smyk                                | Liten, liten snälling                | Lotta Olsson    | Agnieszka Stróżyk | 2013                             | 2017                            |
| 7    | Bardzo wielki nos                              | Här är stora näsan                   | Lotta Olsson    | Agnieszka Stróżyk | 2013                             | 2017                            |
| 8    | Tej nocy Miś chce być duży                     | En natt vill Nalle vara stor         | Ulf Stark       | Katarzyna Skalska | 2017                             | 2019                            |
| 9    | Siostrzyczka                                   | Lillasyster                          | Ulf Stark       | Katarzyna Skalska | 2016                             | 2019                            |
| 10   | Teraz będziesz kurą                            | Nu är du en höna                     | Barbro Lindgren | Katarzyna Skalska | 2015                             | 2019                            |